# Bob a 2024. évi téli ifjúsági olimpiai játékokon
A 2024. évi téli ifjúsági olimpiai játékokon a bob versenyszámait – a hivatalos edzőnapokkal együtt – január 16. és január 23. között rendezték az Alpensia Sliding Centre területén.

## Eredmények

### Éremtáblázat
(A rendező nemzet csapata eltérő háttérszínnel, a táblázatokban az egyes számoszlopok legmagasabb értéke, vagy értékei vastagítással kiemelve.)
| A 2024. évi téli ifjúsági olimpiai játékok éremtáblázata bobban | A 2024. évi téli ifjúsági olimpiai játékok éremtáblázata bobban | A 2024. évi téli ifjúsági olimpiai játékok éremtáblázata bobban | A 2024. évi téli ifjúsági olimpiai játékok éremtáblázata bobban | A 2024. évi téli ifjúsági olimpiai játékok éremtáblázata bobban | Olimpia  |
| --------------------------------------------------------------- | --------------------------------------------------------------- | --------------------------------------------------------------- | --------------------------------------------------------------- | --------------------------------------------------------------- | -------- |
|                                                                 | Ország                                                          | Arany                                                           | Ezüst                                                           | Bronz                                                           | Összesen |
| 1.                                                              | Dánia (DEN)                                                     | 1                                                               | 0                                                               | 0                                                               | 1        |
| 1.                                                              | Dél-Korea (KOR)                                                 | 1                                                               | 0                                                               | 0                                                               | 1        |
|                                                                 |                                                                 |                                                                 |                                                                 |                                                                 |          |
| 2.                                                              | Thaiföld (THA)                                                  | 0                                                               | 1                                                               | 0                                                               | 1        |
| 2.                                                              | Tunézia (TUN)                                                   | 0                                                               | 1                                                               | 0                                                               | 1        |
|                                                                 |                                                                 |                                                                 |                                                                 |                                                                 |          |
| 3.                                                              | Kína (CHN)                                                      | 0                                                               | 0                                                               | 1                                                               | 1        |
| 3.                                                              | Románia (ROU)                                                   | 0                                                               | 0                                                               | 1                                                               | 1        |
|                                                                 |                                                                 |                                                                 |                                                                 |                                                                 |          |
| Összesen                                                        | Összesen                                                        | 2                                                               | 2                                                               | 2                                                               | 6        |

### Éremszerzők
| A 2024. évi téli ifjúsági olimpiai játékok érmesei bobban |                                              |         |                                  |         |                                          |         |
| Versenyszám                                               | Arany                                        | Arany   | Ezüst                            | Ezüst   | Bronz                                    | Bronz   |
| Fiú                                                       | Szo Dzsehvan (So Jae-hwan) · Dél-Korea (KOR) | 1:48,63 | Jonathan Lourimi · Tunézia (TUN) | 1:49,96 | Cse Hszian-jü (Chi Xiangyu) · Kína (CHN) | 1:50,18 |
| Lány                                                      | Maja Voigt · Dánia (DEN)                     | 1:53,31 | Agnese Campeol · Thaiföld (THA)  | 1:54,17 | Mihaela Alexia Anton · Románia (ROM)     | 1:54,34 |